# Chiesa dello Spirito Santo (Prato)
La chiesa dello Spirito Santo si trova nel centro di Prato, in via Silvestri, preceduta dall'oratorio di Sant'Orsola (XVII secolo).

## Storia

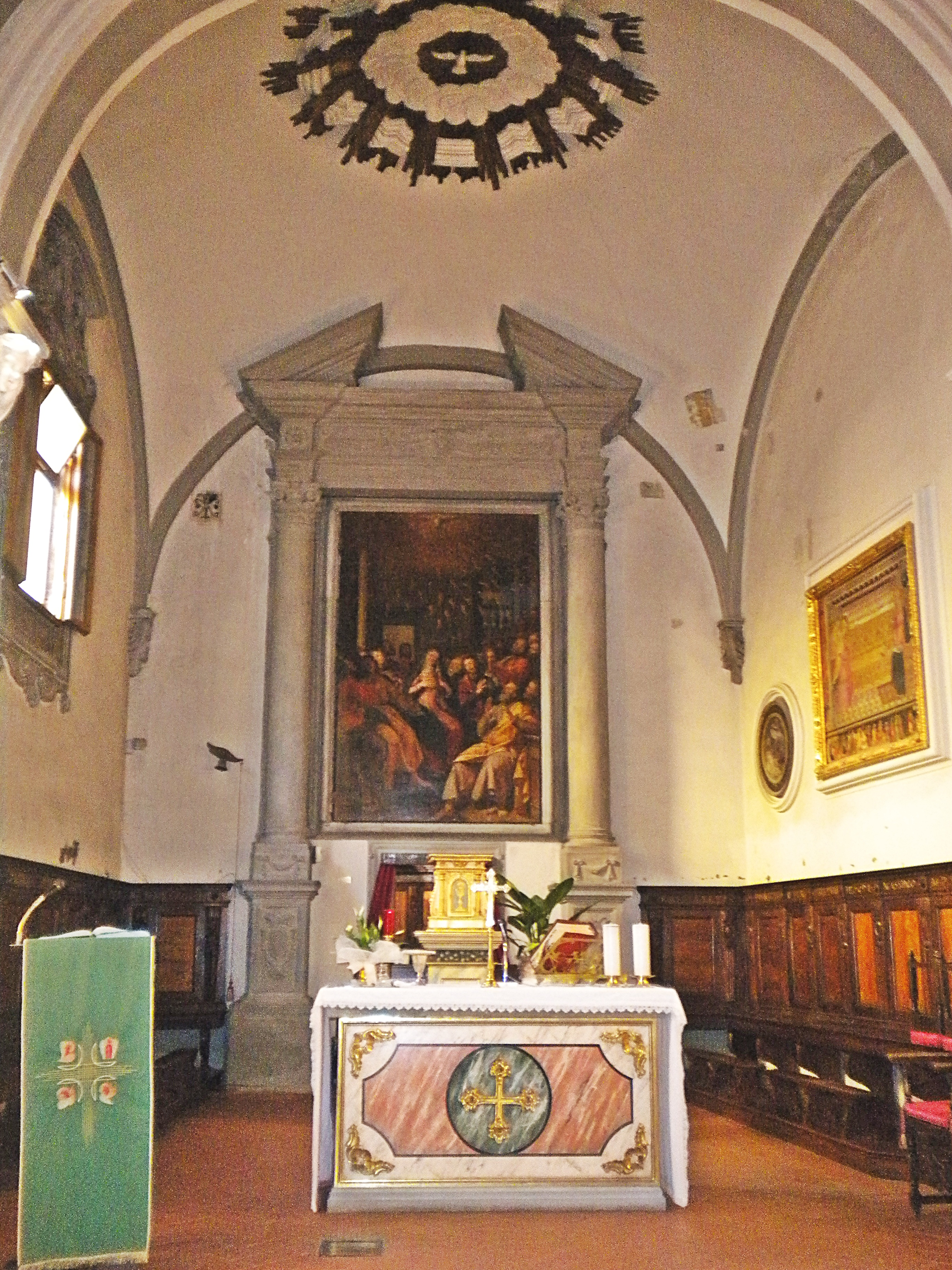
Interno

In origine dedicata alla Santissima Annunziata, la chiesa fu edificata sull’odierna via Silvestri nel 1335 circa, dall’ordine mendicante dei Servi di Maria. La piccola comunità conventuale era figlia del noto convento fiorentino della Santissima Annunziata.
La presenza dei Servi di Maria rimase costante fino al 1783, quando a causa delle soppressioni religiose messe in atto dall’allora vescovo di Pistoia e Prato Scipione de’ Ricci, l’antica chiesa conventuale venne trasformata in parrocchia e prese il titolo di “Chiesa dello Spirito Santo”.

## Descrizione
Ristrutturata nel Settecento, la chiesa conserva una pregevole cantoria lignea barocca con organo (1741); i quattro altari laterali a edicola, del Seicento, separati da confessionali coevi, ospitano a destra una Presentazione al Tempio (1468) della bottega di Filippo Lippi, e una notevole Sant'Anna, Madonna e Bambino (1530 circa), attribuita a Michele Tosini e Ridolfo Ghirlandaio oppure a Giovanni Sogliani. All'opposto sono due tavole tardo cinquecentesche di artisti locali: la Visitazione (1584) di Niccolò Latini, dove compare la citazione di un bambino a cavallo di un manico di scopa; una tavola dal sapore arcaico e popolare con la Madonna col Bambino e i santi Biagio e Giovanni Battista
Il presbiterio, ridecorato nel 1741, ha un bel coro in noce opera di fra Raffaello Chiari (1598) e, sull'imponente altare, una notevole Pentecoste (1598) di Santi di Tito, con figure intensamente caratterizzate. Di fianco alla parete sono un'interessante tavola con l'Annunciazione (1370 circa), dai colori tersi e luminosi, opera di Jacopo di Cione, e un rilievo col Battista (1475 circa), di Francesco Ferrucci.
In una cappellina sul lato destro è stato posto un Crocifisso ligneo cinquecentesco di eccellente fattura.
Fiancheggia la chiesa un chiostro rinascimentale, in parte tamponato.

## Altre immagini

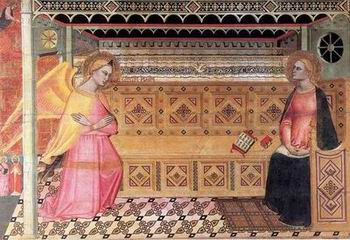
Jacopo di Cione, Annunciazione
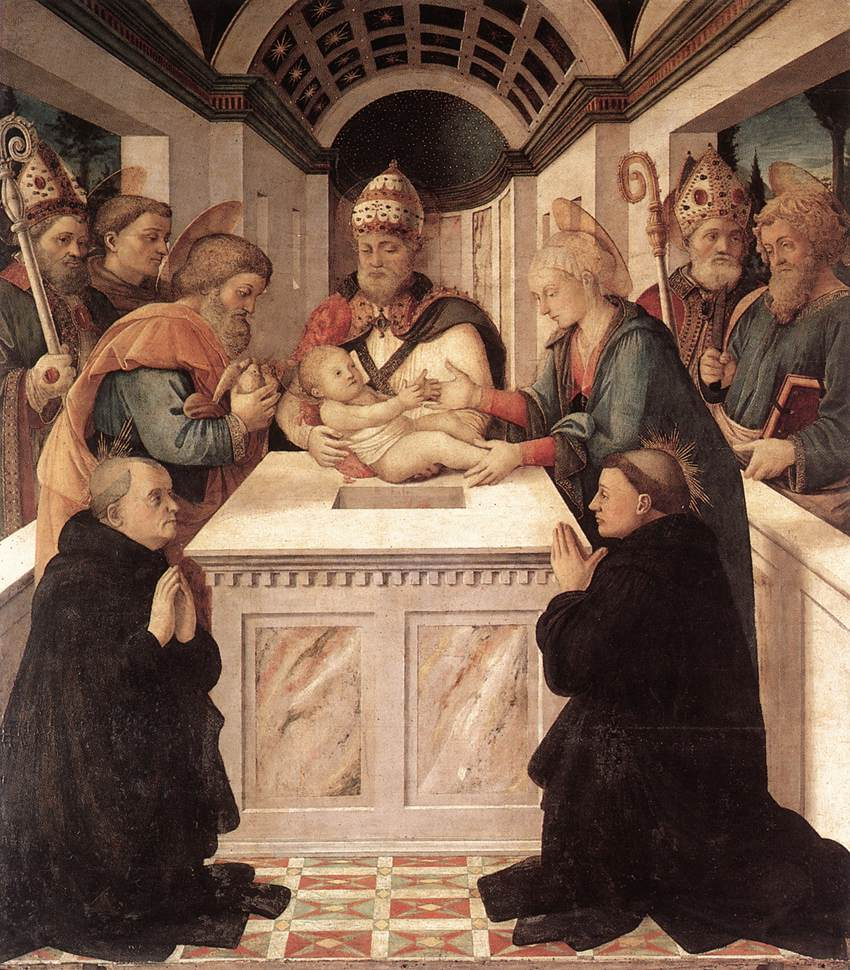
Filippo Lippi e bottega, Presentazione al tempio
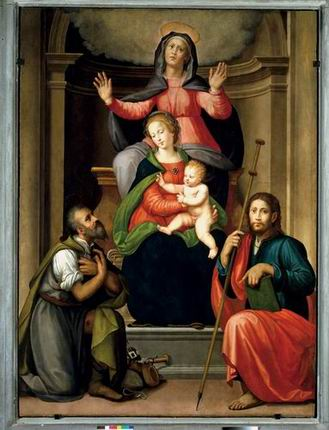
Michele Tosini e Ridolfo Ghirlandaio, Madonna col Bambino, Sant'Anna e santi
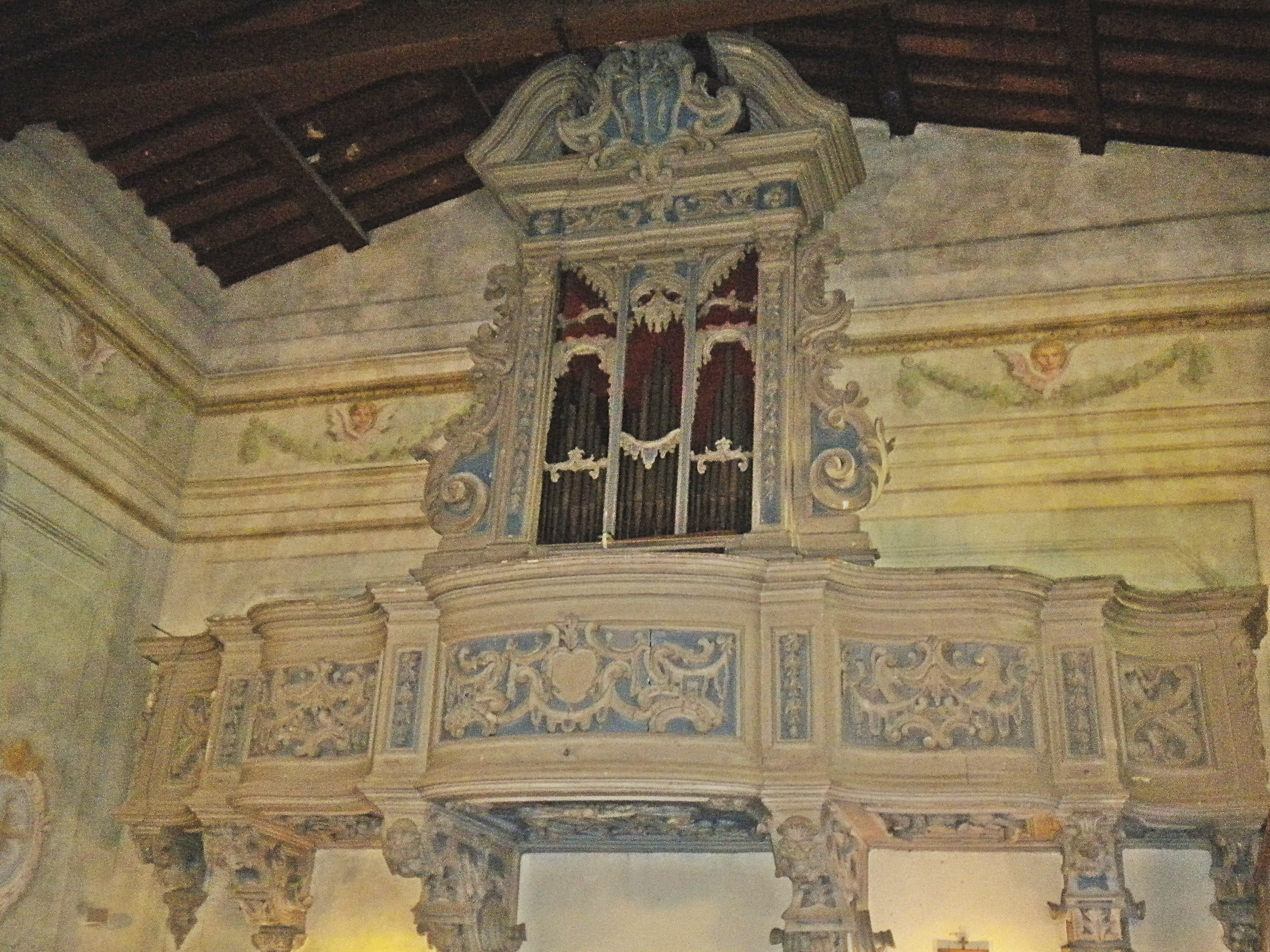
Organo